# Герб Бара
Герб Ба́ра — офіційний символ міста Бар Вінницької області. Новий герб міста був прийнятий 2007 р.
Автор герба: Микола Йолтуховський, комп'ютерний дизайн Ігор Лозінський.

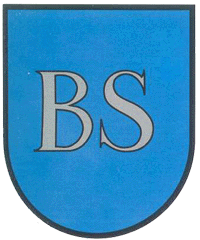
Герб Бара 1540 р.

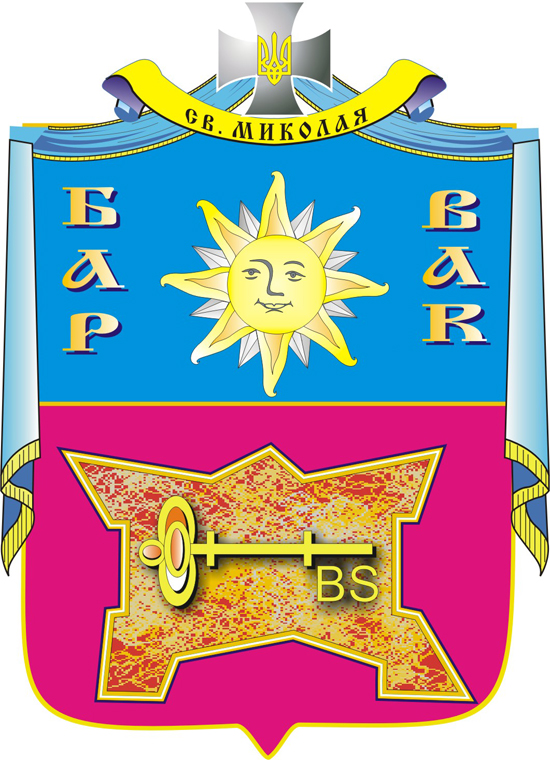
Новий герб Бара

## Історія герба
Герб міста Бар затверджений 14 грудня 1999 р. рішенням XII сесії міської ради XXIII скликання. Щит перетятий блакитним і червоним, у верхньому полі золоте шістнадцятипроменеве сонце з обличчям, у нижньому — золотий ключ вушком вправо (борідка виконана у формі літер «BS»), довкола якого — золотий контур фортеці.
Літери «BS» були на першому гербі Бара 1540 р. і вказували на його тогочасну власницю королеву Бону Сфорцу. Місто разом із Барською фортецею стало своєрідним «ключем від Східного Поділля». Золоте сонце вказує на приналежність Бару до Поділля.

В 2007 р. герб було доповнено козацьким лапчастим хрестом (див. також Георгіївський хрест,Хрест Вікторії) нагорі з тризубом у центрі, під хрестом золота стрічка з ім'ям покровителя міста «Св. Миколай»